# 6887 Hasuo
6887 Hasuo è un asteroide della fascia principale. Scoperto nel 1951, presenta un'orbita caratterizzata da un semiasse maggiore pari a 2,2309697 UA e da un'eccentricità di 0,1749096, inclinata di 5,33401° rispetto all'eclittica.

## Nome
Chiamato in questo modo in onore dell'astronomo amatoriale Ryuichi Hasuo (1952-) che durante gli anni settanta calcolava le orbite cometarie. Il nome è stato suggerito da Syuichi Nakano, che ha trovato i dati orbitali di questo oggetto.